# Thug Lovin'
Thug Lovin è il primo singolo del rapper statunitense Ja Rule estratto dal quarto album The Last Temptation. Prodotto da Irv Gotti, vede la partecipazione del cantante R&B di successo Bobby Brown.

## La canzone
La canzone campiona Knocks Me Off My Feet di Stevie Wonder.
Ha ottenuto un discreto successo all'interno della Billboard Hot 100, raggiungendo la posizione n.41; si è piazzata invece alle posizioni n.16 e 10 rispettivamente nella Hot R&B/Hip-Hop Songs e Hot Rap Tracks. In paesi come Canada e Australia ha raggiunto la top 10.

## Videoclip
La breve scena iniziale del videoclip vede due ragazze intente a guardare la televisione sedute su di un divano in un appartamento, ma in tv, come una di loro dice, non c'è nulla di interessante. La stessa ragazza si rivolge poi a Ja Rule e Bobby Brown, che sono alla finestra ad aspettare che un elicottero li venga a prendere, chiedendo dove vanno quella sera.
A questo punto, la ripresa si svolge all'interno del mezzo, che atterra poco dopo sopra un alto e illuminato palazzo con il gigantesco marchio, sul punto di atterraggio, della Murder Inc. Records. I due artisti escono fuori dall'elicottero e cominciano a cantare il brano, accerchiati da ragazze vestite in abiti sexy.
Nella terza scena, Ja Rule e Bobby Brown sono in macchina e il primo è al posto di guida. Quando vedono un gruppo di ragazze ferme al lato della strada, anch'esse in macchina, accostano per guardarle meglio e queste fanno ai due cenno di salire con loro. I due scendono subito dal loro mezzo e salgono quindi nell'altro, che riparte e si ferma più avanti, dove c'è una folla di persone che ballano a ritmo del brano e dove sono parcheggiate delle vetture lowrider. Ja Rule e Bobby Brown eseguono il brano in mezzo alla folla e quest'ultimo si esibisce anche in performance di danza.
Nella quarta e ultima scena i due artisti cantano davanti a uno schermo illuminato, sempre in mezzo alla strada.
Chink Santana, Irv Gotti e altri fanno un'apparizione nel video.

## Classifica

### USA
| Chart (2002)                            | Posizione massima |
| --------------------------------------- | ----------------- |
| Stati Uniti d'America Billboard Hot 100 | 42                |
| U.S.A. Billboard Hot R&B/Hip-Hop Songs  | 16                |
| U.S.A. Billboard Hot Rap Tracks         | 10                |
| U.S.A. Billboard Rhythmic Top 40        | 24                |

### Altri paesi e classifiche mondiali
| Chart (2002-2003)        | Posizione massima |
| ------------------------ | ----------------- |
| Nuova Zelanda            | 23                |
| Australia                | 7                 |
| Paesi Bassi              | 21                |
| Svizzera                 | 89                |
| Giappone                 | 67                |
| World RnB Top 30 Singles | 12                |
| Germania                 | 36                |
| Regno Unito              | 15                |
| Canada                   | 10                |